# LEGO City
LEGO City (oprindeligt LEGO By) er en produktlinje produceret af den danske legetøjskoncern LEGO med temaet er storby og byliv. Serien startede i 1977. I 2004 hed serien LEGO World City.
I flere år har virksomheden udgivet julekalendre med LEGO City, med LEGO-klodser bag lågerne.